# Acalymma albipe
Acalymma albipe là một loài bọ cánh cứng trong họ Chrysomelidae. Loài này được Sturm miêu tả khoa học năm 1826.